# Metalloleptura
Metalloleptura is een kevergeslacht uit de familie van de boktorren (Cerambycidae). De wetenschappelijke naam van het geslacht werd voor het eerst geldig gepubliceerd in 1970 door Gressitt & Rondon.

## Soorten
Metalloleptura omvat de volgende soorten:
- Metalloleptura basirufipes Hayashi, 1983
- Metalloleptura curticornis Holzschuh, 1991
- Metalloleptura gahani (Plavilstshikov, 1921)
- Metalloleptura gemina Holzschuh, 2008
- Metalloleptura ochraceovittata Hayashi, 1979
- Metalloleptura ohbayashii Vives, 2003
- Metalloleptura prasina (Heller, 1913)
- Metalloleptura rahoarei (Kano, 1933)
- Metalloleptura rufofemorata Hayashi & Villiers, 1987
- Metalloleptura virescens (Aurivillius, 1911)